# Итальянская партизанская война в Эфиопии (1941—1943)
Итальянская партизанская война в Эфиопии (1941—1943) — вооружённое сопротивление в 1941—1943 годах остатков итальянских войск в Итальянской Восточной Африке против британских войск, после поражения итальянской армии в Восточно-Африканской кампании Второй мировой войны.

## История
Когда итальянский генерал Гульельмо Наси на почётных условиях капитулировал перед англичанами с последней продолжавшей сопротивление частью итальянской колониальной армии после поражения в битве при Гондаре в ноябре 1941 года, что формально означало завершение Восточно-Африканской кампании, многие итальянские солдаты решили продолжать борьбу и начали партизанскую войну в горах и пустынях Эфиопии, Эритреи и Сомали. Почти 7000 солдат (по данным итальянского историка Альберто Росселли) приняли участие в этой борьбе против британской армии и эфиопов в надежде на то, что германо-итальянская армия под руководством генерала Роммеля одержит победу в Египте (что превратит Средиземноморье в итальянское Mare Nostrum) и вернёт контроль над недавно оккупированными англичанами территориями итальянских колоний.
Первоначально существовали две основных партизанских итальянских организации: Fronte di Resistenza (Фронт Сопротивления) и Figli d’Italia (Сыны Италии).
Fronte di Resistenza была тайной военной организацией во главе с полковником Лючетти, члены которой концентрировались во всех крупных городах бывшей Итальянской Восточной Африки. Основными направлениями их деятельности были военные диверсии и сбор информации о британских войсках для отправки теми или иными способами в Италию.
Организация Figli d’Italia была создана в сентябре 1941 года, то есть ещё до окончательной «официальной» капитуляции итальянцев в Эфиопии, из чернорубашечников «Milizia Volontaria per la Sicurezza Nazionale» (фашистской организации солдат-добровольцев). Они вступили в партизанскую войну против англичан и преследовали тех итальянцев — как гражданских лиц, так и бывших солдат колониальной армии, — которые тем или иным образом сотрудничали с британскими и эфиопскими войсками и именовались членами организации не иначе как «предатели».
Другими группами, боровшимися против англичан, были отряды бойцов-амхара под руководством лейтенанта Амедео Гийе в Эритрее и партизанский отряд майора Гобби, действовавший в Дэссе, на севере Эфиопии. В начале 1942 года в Эритрее появились партизанские боевые группы под командованием капитана Алоизи, деятельность которых была посвящена помощи в побеге итальянским солдатам и мирным жителям из британских концентрационных лагерей, располагавшихся в городах Асмэра и Декамэра. В первые месяцы 1942 года (из-за завоевания Британского Сомалиленда в августе 1940 года) итальянские партизанские группы появились и в Британском Сомалиленде.
Было также некоторое количество эритрейцев и сомалийцев (и даже небольшое число эфиопов), которые помогали итальянским повстанцам. Но их число значительно сократилось после поражения войск стран Оси в битве при Эль-Аламейне в конце 1942 года.
Эти партизанские отряды (называемые на итальянском языке bande) действовали на довольно обширной территории — от севера Эритреи до юга Сомали. Их вооружение состояло главным образом из старых винтовок Carcano M1891, а также из пистолетов Beretta, пулемётов Fiat и Schwarzlose, ручных гранат, динамита и даже нескольких небольших 65-мм пушек. Однако им всегда сильно не хватало достаточного количества боеприпасов.
С января 1942 года большинство данных bande стали действовать более-менее согласованно, подчиняясь приказам генерала Муратори (в прошлом — командира фашистской «милиции» в колонии). Он поддержал (а фактически — организовал) восстание против англичан племенной группы азебо-галла народа оромо, населяющей регион Галла-Сидама на севере Эфиопии, став одним из главных действующих лиц этого восстания. Восстание было подавлено английскими и эфиопскими войсками только в начале 1943 года.
31 января 1942 года по англо-эфиопскому соглашению введенный в 1941 году британский воинский контингент остался в Эфиопии и оккупировал Огаден «из стратегических соображений и для эвакуации итальянских военнопленных»; британской военной миссии было поручено провести реорганизацию и модернизацию эфиопской армии. Однако весной 1942 года император Эфиопии Хайле Селассие I начал налаживать дипломатические «каналы связи» с итальянскими повстанцами, поскольку был напуган победой Роммеля под Тобруком в Ливии. Майор Лючетти после окончания войны заявлял, что император, если бы войска Оси достигли Эфиопии, был готов принять итальянский протекторат со следующими условиями:
1. Всеобщая амнистия для эфиопов, сражавшихся против Италии;
2. Наличие эфиопов во всех органах власти протектората и на всех уровнях управления;
3. Участие императора Хайле Селассие в будущем правительстве протектората.

Однако никаких документальных подтверждений тому, что такие условия выдвигались императором на самом деле, нет.

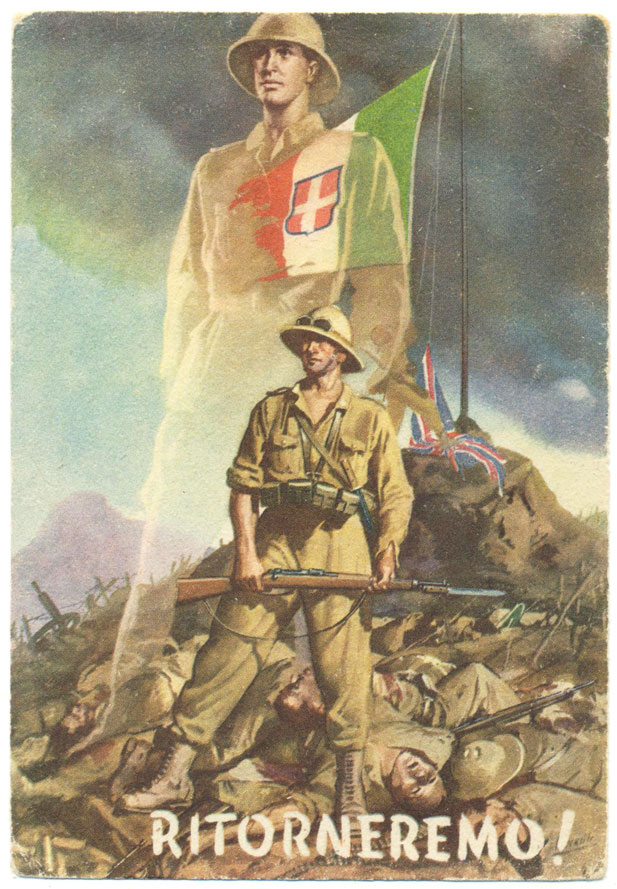
Итальянский плакат, посвящённый партизанской войне в Эфиопии

Летом 1942 года активнее и успешнее других против англичан действовали следующие партизанские отряды: под руководством полковника Кальдерари в Сомали, под руководством полковника ди Марко в Огадене, под руководством полковника Руглио в Данакиле и под руководством «центуриона чернорубашечников» де Варде в Эфиопии. Их успешные засады вынудили британское командование направить в охваченную партизанской войной бывшую Итальянскую Восточную Африку дополнительные войска из Судана и Кении, включающие в себя танки и даже авиацию.
Летом того же года англичане приняли решение поместить большую часть итальянского населения прибрежных районов Сомали в концентрационные лагеря, дабы исключить возможность их контактов с действовавшими неподалёку японскими подводными лодками.
В октябре 1942 года боевой дух итальянских повстанцев начал постепенно иссякать из-за поражения Роммеля в битве при Эль-Аламейне, а также из-за пленения англичанами майора Лючетти (лидера организации Fronte di Resistenza).
Партизанская война, тем не менее, продолжалась до лета 1943 года, когда итальянские солдаты начали уничтожать своё вооружение и иногда даже предпринимать успешные попытки бегства в Италию; например, упомянутый лейтенант Амедео Гийе (прозванный англичанами «командиром-дьяволом») достиг Тарента 3 сентября 1943 года. Более того, он даже попросил у итальянского военного министерства «самолёт, загруженный боеприпасами, который будет использоваться для партизанских атак в Эритрее», но подписанное правительством несколько дней спустя перемирие с союзниками поставило на этом отчаянном плане крест.
Одним из последних итальянских солдат в Восточной Африке, сдавшихся британским войскам, был Коррадо Тучетти, который впоследствии в своих мемуарах писал, что некоторые солдаты продолжали сражаться и устраивать засады на англичан вплоть до октября 1943 года. Последним итальянским офицером, который вёл партизанскую войну против англичан в Восточной Африке, был полковник Нино Трамонти, сражавшийся в Эритрее.
Таким образом, боевые действия в Восточной Африке были по времени самыми длительными из всех, которые происходили на африканском континенте в годы Второй мировой войны.

## Герои партизанской войны
Из многих итальянцев, воевавших с англичанами в качестве партизан в Восточной Африке в период с декабря 1941 года по октябрь 1943 года, особенное внимание стоит уделить двоим, получившим за эту «неизвестную» кампанию Второй мировой войны награды:
- Франческо де Мартини, капитан итальянской военно-информационной службы (Servizio Informazioni Militari), который в январе 1942 года взорвал склад боеприпасов в Массауа, Эритрея, и позже организовал группу из эритрейских моряков, действовавших на небольших лодках-самбуках, для того чтобы отслеживать действия британского флота в Красном море и передавать сведения об этом в Рим с помощью радио. За свои действия де Мартини был награждён итальянской золотой медалью «За воинскую доблесть»[1].
- Роза Данелли, военный врач, которой в августе 1942 года удалось проникнуть на основной склад боеприпасов англичан в Аддис-Абебе и взорвать его, чудом выжив при страшном взрыве. Её диверсия уничтожила весь запас боеприпасов для новейшего на тот момент британского оружия — пистолета-пулемёта STEN, что задержало применение этого оружия в боях на много месяцев. За свои действия доктор Данелли была награждена итальянским Железным крестом («croce di ferro»)[2].

Активную роль в итальянской партизанской войне играл также эритреец-тигре Хамид Авате, ставший в начале 1960-х командующим Армией освобождения Эритреи, которая начала эритрейскую войну за независимость.

## Список основных итальянских офицеров-партизан, принимавших участие в войне
- Лейтенант Амедео Гийе в Эритрее;
- Лейтенант Франческо де Мартини в Эритрее;
- Капитан Паоло Алоизи в Эфиопии;
- Капитан Леопольдо Риццо в Эфиопии;
- Полковник ди Марко в Огадене;
- Полковник Руглио в Данкале;
- Генерал чернорубашечников Муратори в Эфиопии/Эритрее;
- Офицер («центурион») чернорубашечников де Варде в Эфиопии;
- Офицер («центурион») чернорубашечников Луиджи Кристиани в Эритрее;
- Майор Лючетти в Эфиопии;
- Майор Гобби в Дэссе;
- Полковник Нино Трамонти в Эритрее;
- Полковник Кальдерари в Сомали.